# Kátya Chamma
Kátya Pujals Chamma (Brasilia, 19 de agosto de 1961), compositora, cantante, poetisa, cronista y productora cultural brasileña.
De la primera generación de artistas de Brasilia, actuaba en los principales teatros, shows y eventos de Brasília y de otros estados de Brasil. Ganó festivales de música, entre ellos el 1° festival de MPB de Brasilia. Se dirigió a programas de radio y TV, participó de jingles propagados en la media.
- En la década de 1990 produjo, ideó y presentó el programa diario de televisión, Capital Destaque, talk show con acercamiento especial de la cultura.
- En el año de 2000, hizo participación especial en show musical de Roberto Menescal y de Wanda Sá, en Brasilia, Brasil.
- En 2003 lanzó el CD Katya Chamma, con participación especial de Roberto Menescal.
- En 2005 publicó el libro Dança de Espelhos (Danza de Espejos), con poemas, crónicas y haiku.
- En 2006 el Jornal das Gravadoras señala a Katya Chamma como un de los mayores exponentes en la música independiente brasileña y Ejemplo de arte independiente (ed. 106).

En este mismo año, Katya Chamma pasa a tener su entrada en el Diccionario Houaiss Ilustrado de Música Popular Brasileña.
- En 2010, lleva al escenario brasiliense la primera edición de su "Proyecto Gallera Rock" proyecto cultural dirigido a la difusión del arte y la escena de la música independiente, promoviendo espectáculos de bandas y artistas jóvenes a través de conciertos, festivales y muestras populares. El proyecto, concebido y producido por Katya Chamma, desarrolla un circuito alternativo para el lanzamiento de una nueva generación de talentos.

- En 2011 participó en el CD recopilatorio "News From Brasil", publicado por Sonarts sello discográfico.

También en 2011, sube al escenario brasiliense la 2 ª edición del proyecto "Gallera Rock."
En el mismo año, ingresó en la Academia de Letras de Taguatinga - DF.
- En 2012, su proyecto "Gallera Rock" celebra la 3 ª edición, y honra a los artistas que estuvieron presentes en las tres ediciones del proyecto con el título "Gallera Rock Star".

- A principios de 2013, con motivo de la fiesta de cumpleaños de Clube Caiubi de Compositores, la artista recibe la Medalla de Honor.

En agosto de 2013, participa de la collectanea "Letristas em Cena", organizada por Clube Caiubi de Compositores.
En septiembre de 2013 participó en el CD recopilatorio "A Nova MPB, vol.1", publicado por Clube Caiubi. 
En noviembre de 2013 participó en el CD recopilatorio "A Nova MPB, vol.2", publicado por Clube Caiubi de Compositores. 
En diciembre de 2013, lleva al escenario brasiliense la cuarta edición de su "Proyecto Gallera Rock".
En el mismo año, ingresó en la Academia de Letras de Brasil.
- En 2014, su proyecto "Gallera Rock" celebra la 5.ª edición, se consolidando como un proyecto cultural tradicional y activo en la escena de la música alternativa.

Katya Chamma recibió la Comenda "Título Paul Harris" de Rotary International.
Su libro "No Tempo das Romãs" ya está en prensa y será lanzado en 2017, según el sitio web oficial de la artista.

## Discografía
- 2003 - Katya Chamma (Álbum).
- 2011 - News From Brazil - Sonarts sello discográfico - Collection.
- 2013 - A Nova MPB, vol.1 - Clube Caiubi - Coletânea.
- 2013 - A Nova MPB, vol.2 - Clube Caiubi - Coletânea.

## Literatura
- Chamma, Katya (2005). Dança de Espelhos - Zarabatana e outros poemas. Brasilia: Independente.
- Varios Autores (2013). Letristas Em Cena - Coletânea. Clube Caiubi de Compositores. Piracicaba: Editora Sotaques.

## Otras fuentes
- Amaral, Euclides (2010). Alguns Aspectos Da MPB. Rio de Janeiro: Esteio Editora. Biblioteca Nacional/Registro: 433.708.

- ALBIN, Ricardo Cravo (2006). Dicionário Houaiss Ilustrado Música Popular Brasileira. Rio de Janeiro: Instituto Antônio Houaiss, Instituto Cultural Cravo Albin e Editora Paracatu.